# Bataille de Short Hills
Pour les articles homonymes, voir Short (homonymie).
 (novembre 2015).
Guerre d'indépendance des États-Unis
Batailles
- Bound Brook
- Short Hills
- Staten Island
- Cooch's Bridge
- Brandywine
- Clouds
- Paoli
- Germantown
- Red Bank
- Gloucester
- White Marsh
- Matson's Ford
- Valley Forge
- Quinton's Bridge
- Crooked Billet
- Barren Hill
- Monmouth

La bataille de Short Hills est une bataille de la guerre d'indépendance des États-Unis qui eut lieu le 26 juin 1777.

## Contexte
En mars 1776, les forces britanniques du lieutenant-général William Howe se retirent de Boston après que le major général George Washington a fortifié les hauteurs menaçant la ville et son port. Avec son armée augmentée par des renforts venant d'Europe, le général Howe capture la ville de New York, obligeant Washington à se replier à travers tout le New Jersey. À la fin de l'année 1776, Washington traverse le Delaware et surprend les troupes allemandes à Trenton et finit par reprendre le contrôle de la majeure partie de l'État. Les deux armées s'établissent ensuite dans leurs quartiers d'hiver et s'engagent dans une guerre d'escarmouches (en) durant les mois d'hiver.
Le général Howe passe l'hiver à planifier une campagne visant à capturer le siège du Congrès rebelle, Philadelphie. Les escarmouches incessantes durant tout l'hiver ont fait sentir leurs effets sur ses troupes stationnées dans le New Jersey, et même une attaque d'envergure sur un avant-poste de l'Armée continentale à Bound Brook en avril n'a pas été un succès total. Howe n'a apparemment pas divulgué ses plans ou son itinéraire prévu vers Philadelphie à de nombreuses personnes, et le général Washington ne connaît pas ses intentions, bien qu'il suspecte que Philadelphie soit une cible intéressante pour Howe. Le 29 mai, Washington déplace la plupart de son armée de ses quartiers d'hiver près de Morristown vers une solide position à Middlebrook (en) dans les Watchung Mountains d'où il peut observer et interférer avec les mouvements britanniques en direction de Philadelphie,.